# Coelichneumon magniceps
Coelichneumon magniceps là một loài tò vò trong họ Ichneumonidae.